# Oriens paragola
Oriens paragola is een vlinder uit de familie van de dikkopjes (Hesperiidae). De wetenschappelijke naam van de soort is voor het eerst geldig gepubliceerd in 1895 door de Nicéville.